# Dietrich Tutzke
Dietrich Tutzke (* 11. Mai 1920 in Altdöbern; † 26. Dezember 1999 in Bayreuth) war ein deutscher Mediziner und Medizinhistoriker. Tutzke war 1969 Mitbegründer der Gesellschaft für Geschichte der Medizin der DDR und zeitweise deren Vorsitzender.

## Leben und Wirken
Nach der Erlangung des Abiturs 1938 in Senftenberg und der Absolvierung seiner Wehrpflicht begann Dietrich Tutzke 1940 sein Studium der Medizin in Leipzig und Halle. Bedingt durch den Zweiten Weltkrieg musste er sein Studium unterbrechen und seinen Kriegsdienst als Unterarzt in der Wehrmacht leisten. Nachdem er gegen Ende des Krieges in Kriegsgefangenschaft geraten war, setzte er ab 1945 sein Studium in Greifswald und Berlin fort.
1947 begann er als Assistenzarzt am Pathologischen Institut des Krankenhauses Dresden-Friedrichstadt, wechselte aber noch im gleichen Jahr als Referent für Seuchenbekämpfung ins Hauptgesundheitsamt Dresden und 1950 als Oberreferent für Seuchenbekämpfung ins Sächsische Ministerium für Gesundheitswesen. 1951 folgte seine Promotion in Medizin über die Seuchenbekämpfung in Sachsen. Anschließend wechselte er an die Universität Leipzig, wo er erst Assistent von Karl Gelbke am Anatomische Institut war. 1953 wechselte er als Oberassistent von Gelbke an das neugegründete Institut für Sozialhygiene, wo er sich 1958 mit einer Arbeit über Alfred Grotjahn und Sozialhygiene habilitierte. 1958/59 übernahm Tutzke die Direktion dieses Institutes und war zunächst Dozent für Sozialhygiene, ab 1963 Professor mit vollem Lehrauftrag für Sozialhygiene.
1965 übernahm Tutzke die Professur mit Lehrstuhl und die Direktion des Instituts für Geschichte der Medizin und Naturwissenschaften der Humboldt-Universität Berlin. Daneben war er weiterhin bis 1967 kommissarischer Direktor des Instituts und des Lehrstuhls für Sozialhygiene an der Universität Leipzig, danach blieb der Lehrstuhl bis zur Übernahme 1973 durch Alexander Lengwinat vakant. In Berlin übernahm Tutzke 1969 die Professur für Allgemeine Medizingeschichte an der Charité und leitete das dortige Institut für Medizingeschichte im Wechsel mit Gerhard Misgeld von 1965 bis 1970 und ab 1977 bis zu seiner Emeritierung 1985.
Tutzke war 1965 Mitbegründer einer Arbeitsgemeinschaft ostdeutscher Medizinhistoriker, aus der 1969 die Gesellschaft für Geschichte der Medizin der DDR hervorging, deren Vorsitzender er 1969–1971 und 1975–1982 war. Zwischen 1981 und 1990 fungiert er als Mitherausgeber der „NTM“. 1960 erhielt er die Hufeland-Medaille verliehen. Tutzke war Mitglied der Société Internationale d’Histoire de la Médecine und Ehrenmitglied der bulgarischen, der polnischen, der sowjetischen und der ungarischen Medizinhistorikervereinigungen.

## Werke
Dietrich Tutzke verfasste über 250 Publikationen als Erst-, Ko- und Seniorautor.
- mit E. Fischer, L. Rohland: Für das Wohl des Menschen. 30 Jahre Gesundheitswesen der DDR. VEB Verlag Volk und Gesundheit, Berlin 1979 (2 Bände).
- Geschichte der Medizin. Mit Beiträgen von G. Harig, D. Tutzke, I. Winter. VEB Verlag Volk und Gesundheit, Berlin 1980.
- Zur gesellschaftlichen Bedingtheit der Medizin in der Geschichte. G. Fischer, Jena 1981.
- Charité. 1710–1985. VEB Verlag Volk und Gesundheit, Berlin 1985.